# U-977
U-977 je bila nemška vojaška podmornica Kriegsmarine, ki je bila dejavna med drugo svetovno vojno.

## Zgodovina
2. maja 1945 je podmornica zapustila Kristiansand, nakar je posadka izvedela, da je Tretji rajh kapituliral. Kapitan se je odločil, da odplujejo proti Argentini in se 
tam predajo v internacijo. Posadki je dal možnost zapustiti podmornico, kar je izkoristilo 16 podmorničarjev, ki so bili izkrcani na norveško obali. 10. maja je podmornica pričela s plovbo preko Atlantika.
Potem ko je šestinšestdeset dni od Norveške do Argentine plula pod površjem (drugo najdaljše potovanje pod površjem med celotno drugo svetovno vojno), je bila 17. avgusta 1945 internirana v Mar del Plati; podmornica je bila s tem zaključila patruljo dolgo 108 dni. 13. novembra 1945 je bila predana ZDA. 13. novembra 1946 je podmornico med preizkusom torpeda potopila ameriška podmornica USS Atule (SS-403).
Leta 1952 je kapitan Schäffer izdal knjigo o plovbi podmornice.

## Poveljniki
| Poveljniki |                 |                 |                              |
| Št.        | Čin             | Ime             | Poveljstvo                   |
| 1.         | Kapitanporočnik | Hans Leilich    | 6. maj 1943 - marec 1945     |
| 2.         | Nadporočnik     | Heinz Schaeffer | marec 1945 - 17. avgust 1945 |

## Tehnični podatki
| Kategorije                                    | Podatki                       |
| --------------------------------------------- | ----------------------------- |
| Teža (t): na površju pod površjem polna Teža  | 769 871 1.070                 |
| Dolžina (m) - tlačni trup (m)                 | 67,10 - 50,50                 |
| Širina (m) - tlačni trup (m)                  | 6,20 - 4,70                   |
| Izpodriv (m)                                  | 4,74                          |
| Višina (m)                                    | 9,6                           |
| Moč (hp): na površju pod podvršjem            | 3.200 750                     |
| Hitrost (vozlov): na površju pod podvršjem    | 17,7 7,6                      |
| Doseg (milja/vozel): na površju pod podvršjem | 8.500/10 80/4                 |
| Torpeda/Torpedne cevi                         | 14/5 (4 na premcu, 1 na krmi) |
| Krovni top (mm)                               | 88                            |
| Mine                                          | 26 TMA                        |
| Posadka                                       | 44-52                         |
| Maksimalni potop (m)                          | 220                           |